# Чехословакия на летних Олимпийских играх 1932
Чехословакия принимала участие в Летних Олимпийских играх 1932 года в Лос-Анджелесе (США) в четвёртый раз за свою историю, и завоевала две серебряные, одну бронзовую и одну золотую медали. Из-за Великой Депрессии в Лос-Анджелес отправились всего семеро спортсменов, четверо из которых завоевали по медали.

## Медалисты
| Медаль  | Спортсмен       | Вид спорта       | Дисциплина                                |
| ------- | --------------- | ---------------- | ----------------------------------------- |
| Золото  | Ярослав Скобла  | Тяжёлая атлетика | Мужчины, свыше 82,5 кг                    |
| Серебро | Вацлав Пшеничка | Тяжёлая атлетика | Мужчины, свыше 82,5 кг                    |
| Серебро | Йозеф Урбан     | Борьба           | Мужчины, греко-римский стиль, свыше 87 кг |
| Бронза  | Франтишек Доуда | Лёгкая атлетика  | Мужчины, толкание ядра                    |